# 日本消費者連盟
日本消費者連盟（にほんしょうひしゃれんめい）は、日本の消費者団体（特定非営利活動法人）である。正式名称は特定非営利活動法人 日本消費者連盟、略称は日消連（にっしょうれん）。
国際消費者機構、全国消費者団体連絡会の加盟団体。

## 概要
元官僚で消費者運動家の竹内直一を代表として、1969年4月に日本消費者連盟設立委員会を結成、1974年5月に日本消費者連盟として発足した。2006年4月26日に特定非営利活動法人となった。
食の安全や農業、原子力・平和関連の問題を主に扱う。米国の消費者運動家ラルフ・ネーダーの影響を受けているとされ、企業の不正行為といった消費者問題を告発する、告発型運動を行う。また米国の消費者団体コンシューマー・レポート（旧コンシューマーズ・ユニオン）もモデルとされており、1969年6月から機関誌『消費者リポート』を定期刊行するなど、消費者教育型運動を行っている。また1970年代には『合成洗剤はもういらない』『あぶない化粧品』などの書籍を三一書房から出版している。
1970年11月に、百科事典やカセットテープの訪問販売行為が不当であるとして、ブリタニカ社相手に集団交渉を行い、賠償金を支払うことの合意を勝ち得る。1971年には、学習研究社の小学校構内での『～年の学習』『～年の科学』の販売活動を問題視し是正を求めるが、公正取引委員会の勧告があり、1972年より学習研究社側は販売方法を変更した。1972年5月には、ヤシ油入り牛乳密造の問題で明治乳業を追及する。その他、問題があると思われる企業に対して、公開質問状を出す活動も行っている。
2003年にはイラク戦争に関して、日本消費者連盟独自の「抗議と申し入れ」をジョージ・W・ブッシュアメリカ大統領宛に提出した。

### 目的
特定非営利活動法人日本消費者連盟定款第2条に定める目的は、次のとおりである。
この法人は、広く一般市民を対象として、消費者のための情報提供事業、企業の反消費者的行為の監視是正事業、国及び地方公共団体の機関等の施策に対する調査研究・提言・監視事業、消費者からの相談事業、自立する消費者とそのグループの育成事業、国内外の団体等とのネットワーク形成事業を行うことにより、生命の安全と健康の推進の確保、消費者の権利が守られる制度の確立、経済的不公正の排除、自然環境の保護と循環型社会の形成等を図り、消費者の立場から、国際的視野に立って、経済的、社会的、法律的に差別されず、人間が人間らしく生きるための、自由で平等な社会の実現に寄与することを目的とする。

## 運営状況

### 個人会員制
日本消費者連盟の活動資金は、会費やブックレット等の出版物の収益によって行われ、企業・政党・団体からの援助広告等を一切拒否している。ただ、企業名での年間12,000円での『消費者レポート』の購読は可能である。日本消費者連盟の考え方、活動に賛同するものは会員になれることとしている。「財政的には自立、政治的には超党派です」と公式サイトで強調している。
会費は2010年現在、普通会員は年会費7,000円、維持会員は年会費14,000円。普通会員および維持会員には『消費者レポート』が配布される。維持会員は、新刊ブックレットが配布される。普通会員および維持会員は、年1回6月に開催される総会の議決に参加することができ、 『会員通信』で詳細な運動情報を知ることができる。 

### 事務所
東京都新宿区西早稲田一丁目9番19号　アーバンヒルズ早稲田207号室 
日本消費者連盟に事務局を置く「香害をなくす議員の会」には、社民党党首の福島瑞穂、立憲民主党の大河原雅子、高木真理ら129名（2024年5月時点）が名を連ねる。

### 同一住所に登録された団体
- 遺伝子組み換え食品いらない！キャンペーン 事務局
- OKシードプロジェクト
- 照射食品反対連絡会
- 臓器移植法を問い直す市民ネットワーク
- アトピッ子地球の子ネットワーク
- 食品アレルギーフォーラム
- 食の安全・監視市民委員会
- 食品表示を考える市民ネットワーク
- 食と農から生物多様性を考える市民ネットワーク
- 国際有機農業映画祭 事務局
- 持続可能な環境共生林業を実現する自伐型林業推進協会
- 全日本農民組合連合会
- 食品表示問題ネットワーク
- 生活クラブ生活協同組合（埼玉）
- 盗聴法に反対する市民連絡会
- 「六ヶ所再処理工場」に反対し放射能汚染を阻止する全国ネットワーク
- 原発とめよう！東京ネットワーク

## 取り扱うテーマ
これまでに以下のような社会的テーマについて反対、あるいは懸念を表明する立場をとってきた。
- 有鉛ガソリン
- 合成洗剤
- タバコ[5]
- 石油タンパク
- ポリ塩化ビニル
- リシンの食品添加
- アマランス（赤色2号）
- ポストハーベスト農薬（OPP、TBZ）
- フッ化物洗口
- 原子力発電
- 放射線の食品照射
- ロングライフ牛乳
- 養殖・畜産での薬品使用
- 農産物貿易自由化
- 除草剤（CNP、グリホサート[6]）
- 人工甘味料（アスパルテーム、スクラロース）
- 国家秘密法案
- インフルエンザワクチン
- 霊感商法
- メラミン樹脂製食器
- リゾート法
- 新三種混合ワクチン
- 石綿
- 練りワサビ・からしのアリルイソチオシアネート香料
- 遺伝子組換え食品・ゲノム編集食品[7]
- 鉄道での携帯電話使用
- アムウェイ商法
- 米国の牛海綿状脳症
- 国民識別番号
- 国民投票法
- トランス脂肪酸
- 食品用紙のフッ素樹脂加工
- ナノテクノロジー
- ヒトパピローマウイルスワクチン
- 放射能汚染災害ゴミの広域処理
- コーラのカラメル色素（副生成物の4-メチルイミダゾール）
- LED照明のブルーライト
- 機能性表示食品制度
- 消費税増税
- 特定秘密保護法
- 集団的自衛権の行使（敵基地攻撃能力）
- 国会に設置された監視カメラ
- 携帯電話GPSを利用した被疑者の位置確認情報取得
- 共謀罪
- 環太平洋パートナーシップ協定
- 香害
- 兵器などの輸出・開発[8][9]。

## 科学的見解との衝突

### ゲノム編集食品
厚生労働省の薬事・食品衛生審議会は、2018年（平成30年）にゲノム編集食品規制についてのヒアリングに、日本消費者連盟を消費者団体代表として召喚した。その際に連盟が提出した安全性の懸念の根拠とする3報の論文について、1報は撤回済み、他2報については連盟側の解釈の誤りによる事実誤認であるとした。
具体的には、ゲノム編集を行うことががん細胞では容易であるということを、ゲノム編集が発がんを促進すると誤認していた点（カロリンスカ研究所・ノバルティス社による論文）、ゲノム編集のオフターゲットを減らすアルゴリズムに関する研究を、ゲノム編集のオフターゲットが「突然変異より多く大規模」であるとしている点（デルフト工科大学による論文）である。
なお、比較対象の「突然変異」が具体的に何を指すか不明であるが、マウスの場合、1世代あたりにおきる自然な突然変異は平均28か所であり、イネのガンマ線・イオンビーム育種による変異誘発では60から80か所の変異が得られる。
また、ジャポニカ米の「日本晴」は、原種と比較すると約500万か所のSNPsが見つかっている。

### 除草剤グリホサート
日本消費者連盟は、除草剤のグリホサートが国産大豆に残存しており、発がん性が懸念されるとして使用中止を呼びかけているが、その根拠として国際がん研究機関 (IARC) のレポートを引用している。
この点について、欧米の農業バイオテクノロジー企業、農薬メーカーが主体となって設立した団体であるクロップライフ・インターナショナル（バイテク情報普及会）は、このレポートは化学物質自体にどのような有害性があるのかを評価しているに過ぎず、グリホサートが実際に人類に悪影響を及ぼしていることを意味しないとしている。本レポートにおいては、赤身肉、夜間勤務、熱い飲み物などの要因もグリホサートと同じグループ2A「ヒトに対しておそらく発がん性がある」であり、より因果関係が確からしいグループ1「ヒトに対して発がん性がある」には、日光、アルコール、加工肉、喫煙が含まれている。
実際に、アメリカ国立がん研究所が支援した、米国の認定農薬散布者5万人以上を20年以上にわたり追跡した農業従事者健康調査 (Agricultural Health Study) において、グリホサートを有効成分とする除草剤の使用とリンパ系腫瘍や固形腫瘍の発症に関連性は認められなかった。

## 批判
横浜国立大学助教授（現・名誉教授）で洗浄に関する研究者の大矢勝は、日本繊維製品消費科学会の機関誌『繊維製品消費科学』上で、消費者教育型運動について「情報の正確さよりもインパクトを与えることが目的とした内容・表現」が発せられやすく、また学術的に訂正された情報が伝わりにくい、と批判している。大矢は日本消費者連盟の出版物についても、十分な事実に基づかない断定的な表現や、専門家の共通見解に反する誤解を招く表現が含まれていると批判し、一部の論、例えば、蛍光増白剤の発がん性説がいまだに専門家の間で支持されているような誤解を招く表現や、それに基づいた反対論については、倫理的に「事実を曲げた悪質情報」であり、こうした表現については「消費者保護の立場からは糾弾されるべき」と指弾している。

## 出版物
- 『あぶない化粧品 美しくなるために』三一新書 ISBN 978-4380790065
- 『新々あぶない化粧品　美しく生きるために』三一新書 ISBN 978-4380960215
- 『最新 危ない化粧品 (FOR BEGINNERS SCIENCE) 』現代書館 ISBN 978-4768412060
- 『合成洗剤はもういらない 粉せっけんのすすめ』三一新書 ISBN 978-4380800023
- 『合成洗剤の話 本当のことを知っていますか?』坂下栄・鈴木紀雄・石川貞二 共著、日本消費者連盟編、三一新書 ISBN 978-4380910029
- 『悪徳セールス撃退法』日本消費者連盟編、三一新書 ISBN 978-4380830075
- 『ほんものの酒を!』日本消費者連盟編、 三一新書 ISBN 978-4380820038